# Hospital universitario de Nueva Orleans
El Hospital universitario de Nueva Orleans o simplemente el Hospital universitario (en inglés: University Hospital) es uno de los dos hospitales de enseñanza ubicados en Nueva Orleans, Luisiana, al sur de los Estados Unidos, que forma parte del Centro Médico de Luisiana en Nueva Orleans (MCLNO).
El Hospital universitario es uno de los hospitales de enseñanza en todo el estado de Luisiana que son administrados por el Sistema de la Universidad estatal de Luisiana.